# Cryptodiscus anguillosporus
Cryptodiscus anguillosporus är en lavart som beskrevs av Lennart Holm och Kerstin Holm. Cryptodiscus anguillosporus ingår i släktet Cryptodiscus, och familjen Stictidaceae. Arten är reproducerande i Sverige.